# Clemente Susini

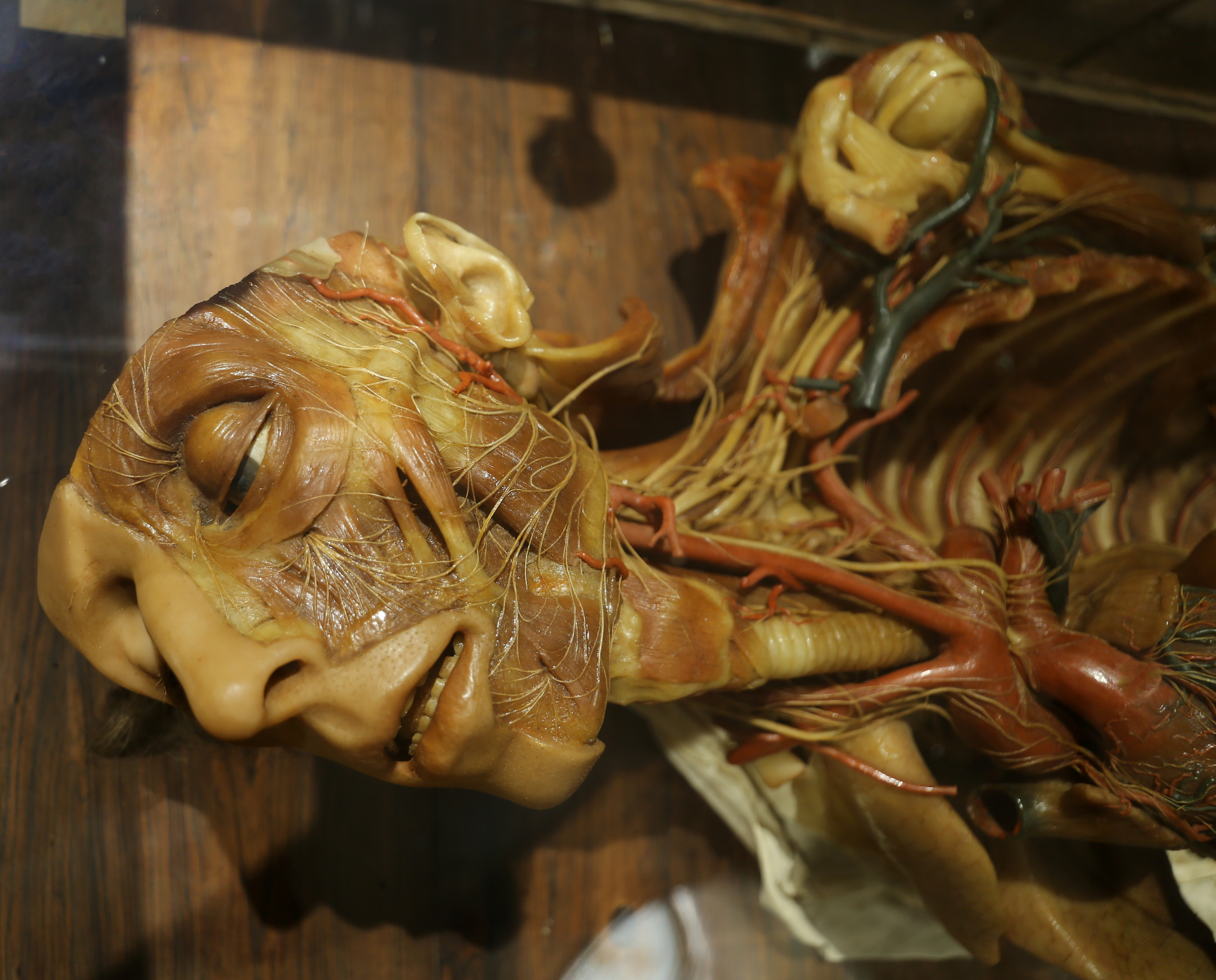
Testa, tronco e arto superiore sinistra di un uomo con nervi e vasi nel museo di Cagliari

Clemente Michelangelo Susini (1754 – 1814) è stato un ceroplasta, specializzato nella realizzazione di modelli anatomici.

## Biografia
Famoso modellatore, già nel 1773, a diciannove anni, entrò a lavorare nel laboratorio di ceroplastica del Museo di Fisica e Storia Naturale di Firenze denominato Officina ceroplastica fiorentina, dove rimase per il resto della sua vita, ricoprendo anche il ruolo di direttore. Dopo i primi studi anatomici con Felice Fontana (1730-1805) e sulla base delle dissezioni praticate sui cadaveri da Paolo Mascagni (1755-1815) e Filippo Uccelli (1770-1832), creò molti modelli anatomici in cera che riuscirono a coniugare mirabilmente scienza e arte.
Le sue opere sono presenti principalmente nei musei:
- Museo di storia naturale dell'Università di Firenze - sezione di zoologia La Specola
- Museo Galileo di Firenze
- Museo delle cere anatomiche Clemente Susini[2] di Cagliari
- Museo per la Storia dell'Università di Pavia- Sala Scarpa[3].
- Museo di Palazzo Poggi, Bologna[4]